# Chinesische Holzgitter

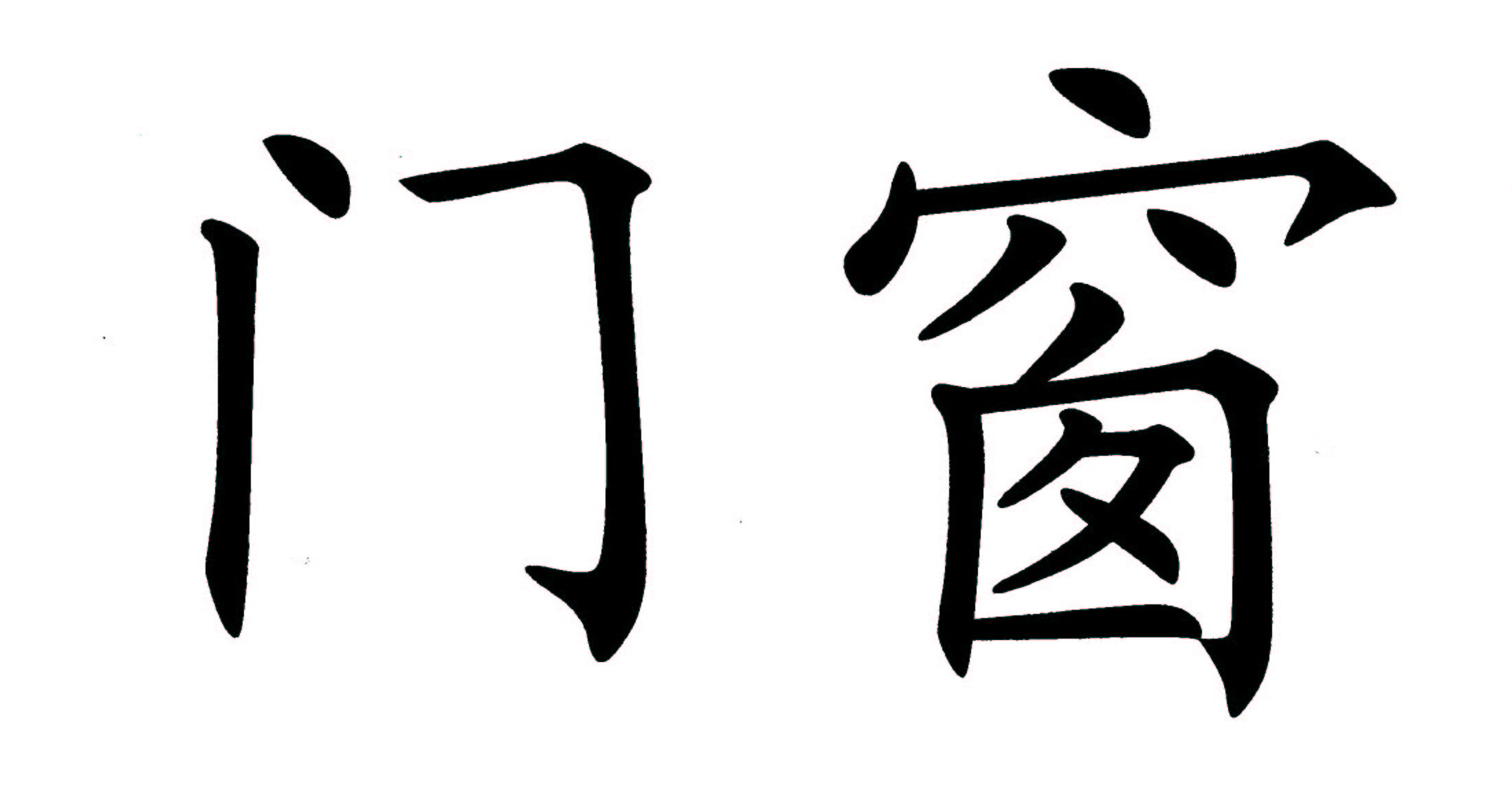
Tür / Fenster in chinesischer Schrift

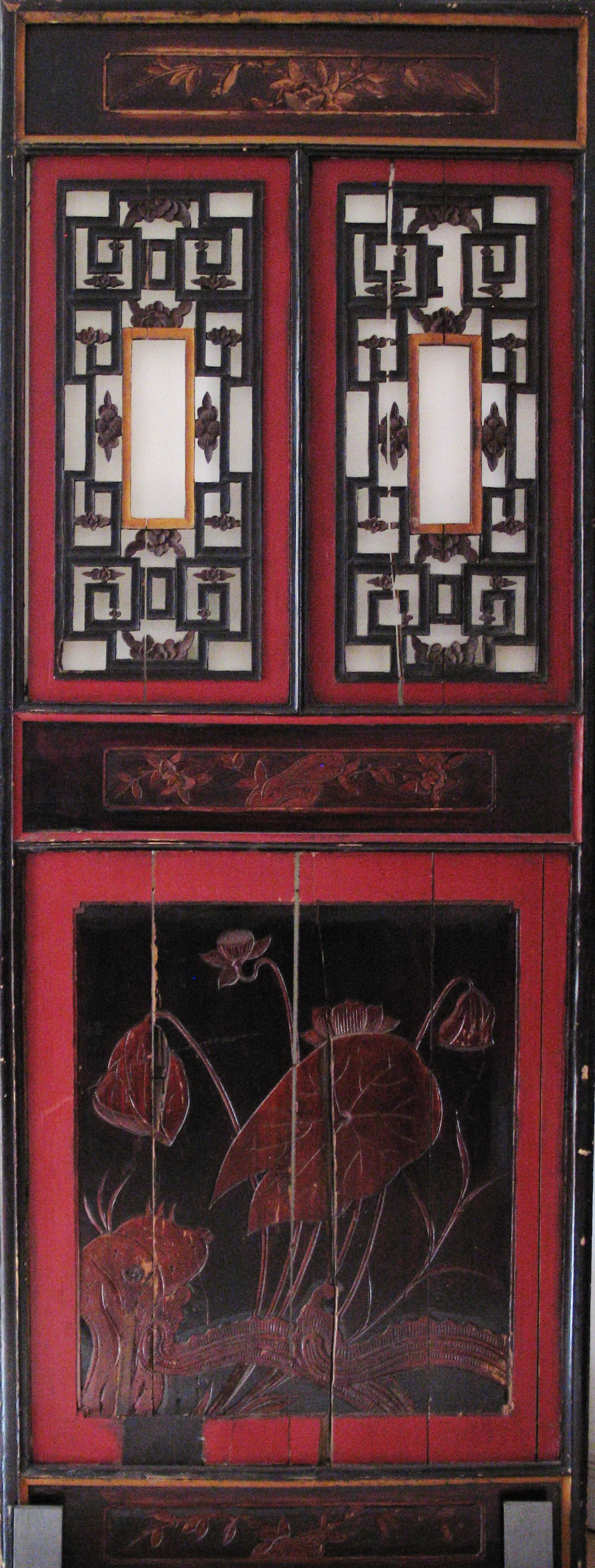
Trenntür mit den typischen Teilen; oben geometrische und florale Muster, unten florales Bas-Relief, farbig lackiert

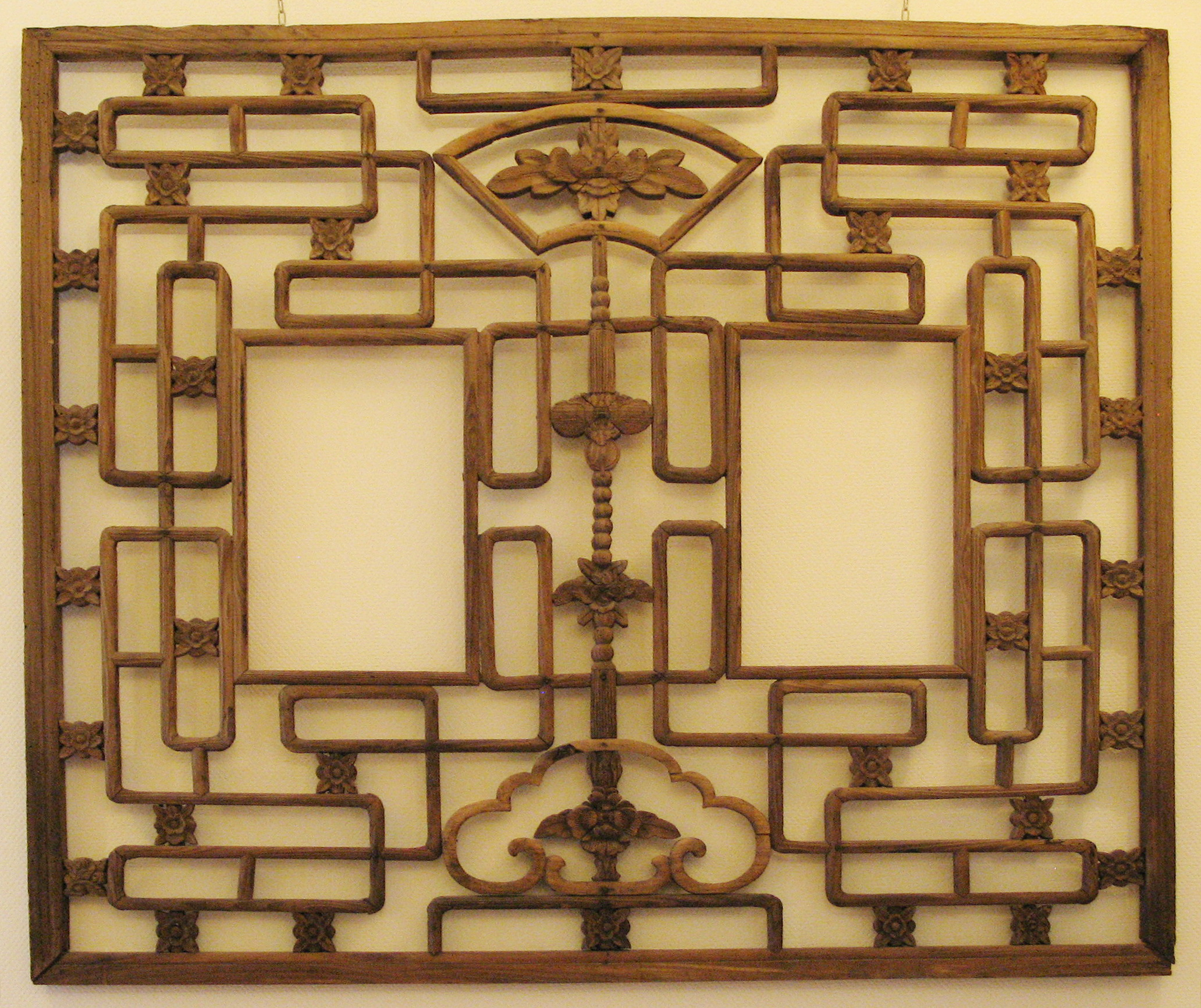
Gitter aus symmetrischen geometrischen Elementen

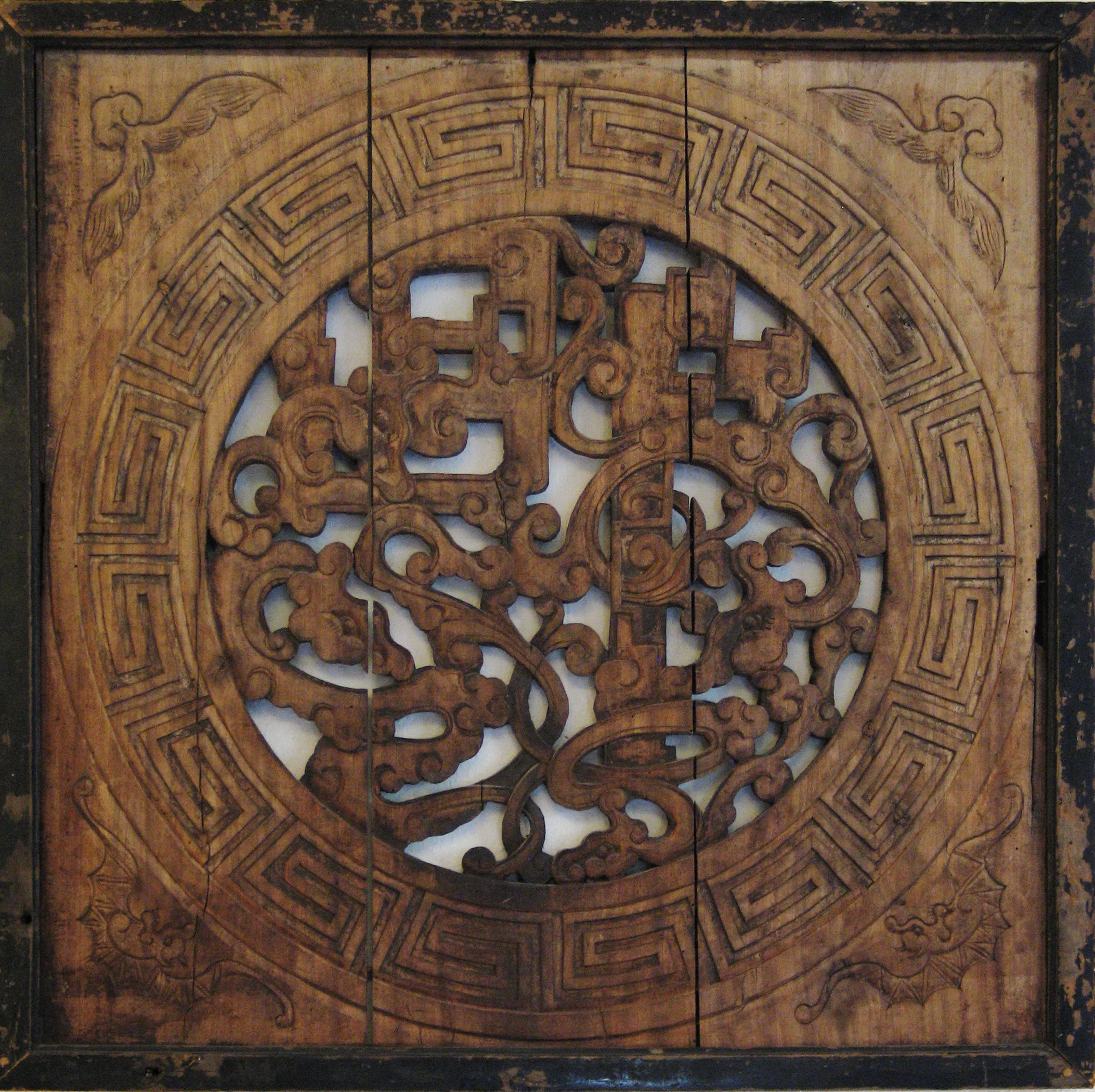
Offene Relieftechnik in Medaillon

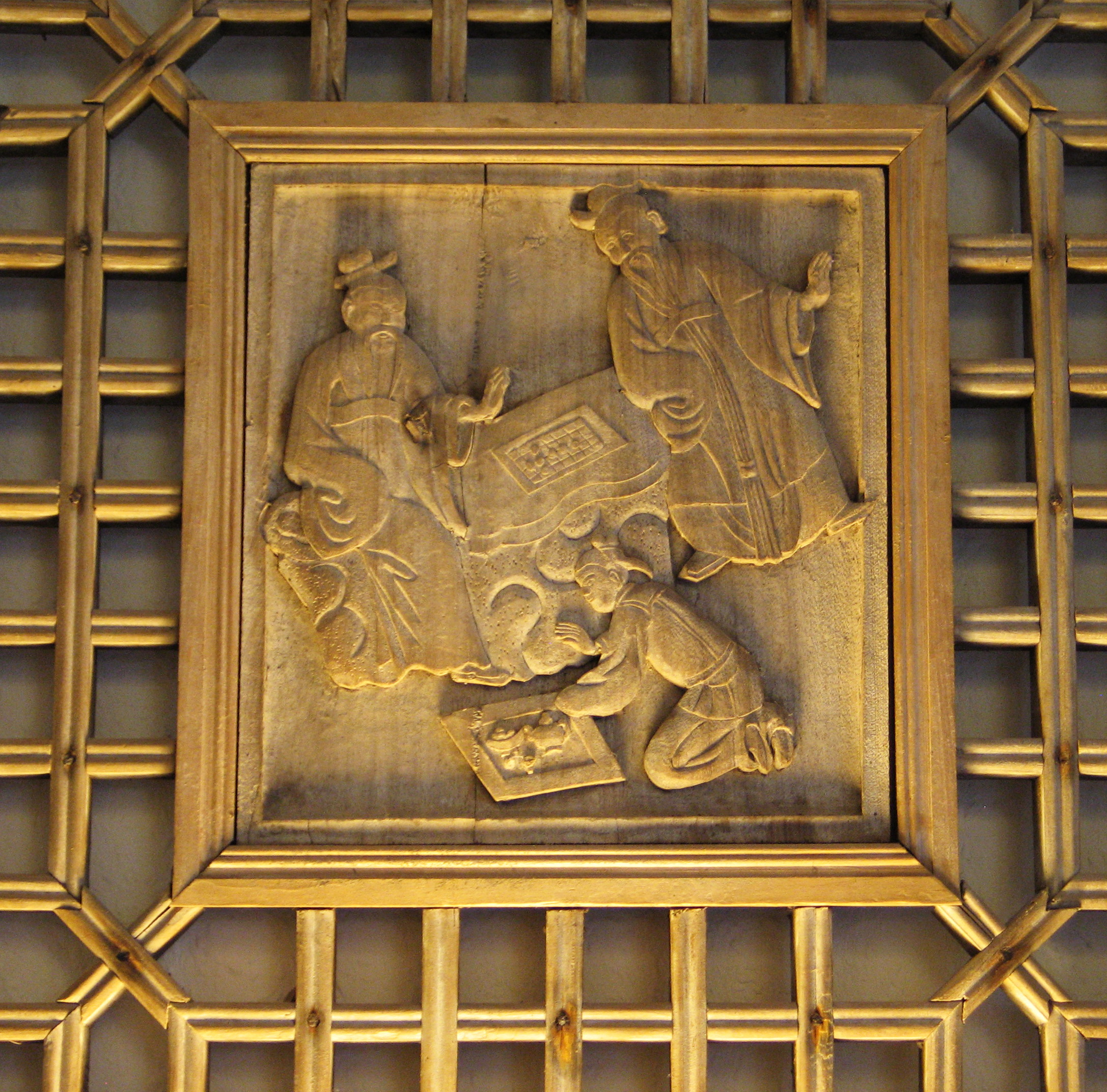
Gesellschaft beim Brettspiel und Tee-Trinken

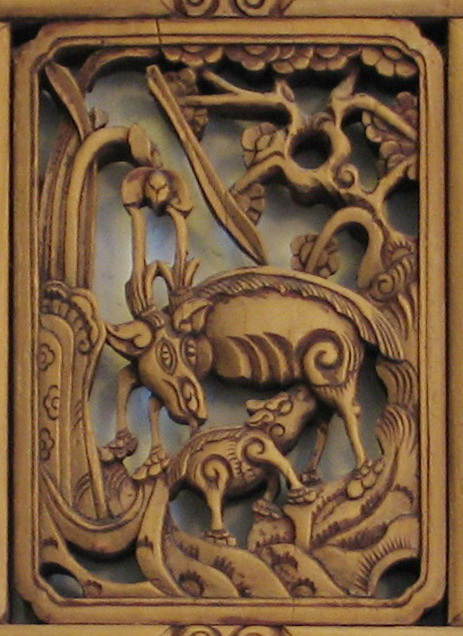
Tier-Darstellung

Die in Türen und Fenstern verarbeiteten Holzgitter sind ein für die traditionelle chinesische Architektur bestimmendes Element, dem in China eine besondere handwerklich-ästhetische Aufmerksamkeit gilt.

## Kultureller Hintergrund
Wesentlich stärker als in der „westlichen“ Architektur war die chinesische Architektur bis in neuere Zeit von der Verwendung des Baumaterials Holz und dabei der Gestaltung der Türen und Fenster bestimmt. Ein Ende dieser Ära fällt etwa mit dem Ende der Qing-Herrschaft zusammen (Xinhai-Revolution). Über Jahrtausende war eine auf handwerklicher Kunstfertigkeit beruhende und in der Kultur und Religion Chinas tief verwurzelte Tradition entwickelt und fortgeschrieben worden, die ihren praktischen und ästhetischen Akzent auf die Fertigung von Türen und Fenstern legte. Diese dienten nicht nur dem Betreten und Belüften eines Hauses, sondern die Fenster waren das Gebäude mittragende Elemente und – wie das ganze Gebäude – ebenfalls aus Holz. Die Türen und Fenster repräsentierten in ihrer handwerklich-künstlerischen Gestaltung aber auch den hierarchischen Anspruch des Hausherrn. Zunächst konnte sich nur der Kaiser und sein Hofstaat dies leisten; erst mit fortschreitender handwerklicher Perfektion auf der einen und steigendem Wohlstand weiter Bevölkerungskreise auf der anderen Seite beschränkte sich der Einbau von reich geschmückten Türen und Fenstern nicht mehr nur auf den Palastbau (Musterbeispiel: Verbotene Stadt), sondern erfasste auch den Bau gewöhnlicher Häuser in breitem Umfang. Ihren Höhepunkt hat diese Entwicklung in der Ming- und Qing-Dynastie erreicht.
Regional am weitesten verbreitet sind die heute noch erhaltenen Zeugen dieser Handwerkskunst im Süden Chinas, etwa südlich des Flusses Jangtsekiang. Wegen der unterschiedlichen, raueren klimatischen Verhältnisse sind im Norden Chinas die Konstruktionsmerkmale andere als im Süden; bevorzugt werden dort beispielsweise nicht die durchbrochenen, sondern geschlossene Holztüren.
Chinesische Fenster waren nicht verglast; die Öffnungen wurden, wo nötig – je nach Klimaverhältnissen – mit Papier geschlossen. Das verwendete Papier war wiederum je nach finanzieller Situation der Hausbesitzer einfach bis hochwertig, zusätzlich oft bemalt.

## Aufbau und handwerkliche Techniken
Eine chinesische Holztür oder ein chinesisches Holzfenster besteht aus unterschiedlich ausgeführten Teilen, von oben nach unten meist zuerst aus einer bandförmigen Holzplatte (chin.: yaoban), darunter dem eigentlichen langgestreckten Gitter (chin.: geyan), darunter wiederum einer Platte, oft gefolgt von einer „Schürze“ (chin.: qunban), ebenfalls aus Holz, und abschließend ganz unten wiederum einer Holzplatte.
Hölzerne Bauelemente, die geöffnet werden konnten, nannte man auch „Trenntür“ (chin.: geshan, engl.: partition door).
Die chinesischen Bezeichnungen der Konstruktionsdetails wurden vielfach im Laufe der Zeit – von Dynastie zu Dynastie – gewandelt, womit auch den stilistischen Wandlungen und wechselnden Gewichtungen Rechnung getragen worden ist.
Es gibt verschiedene Techniken der Bearbeitung solcher Holzelemente:
- Verbinden gerader Holzteile und Montieren zu Bögen über Nut und Zapfen, jeweils an den Enden der Holzteile;
- Verbinden und Einsetzen der Holzteile, nicht nur über deren Enden, sondern auch an anderer Stelle;
- Verbinden nur von geraden Holzstreifen (eher seltene Technik, da auch eintönig);
- Schnitzen aus der ganzen Holzplatte heraus, für die künstlerische Gestaltung die vielfältigste Technik.

Bei der Schnitzarbeit für Türen und Fenster gibt es noch weitere Unterscheidungen:
- Relief-Schnitzen (meist gebräuchlich);
- Offenes Schnitzen (engl.: open-work carving): der Untergrund wird vollständig entfernt, es bleibt das eigentliche Schnitzmuster erhalten, entweder einseitig oder beidseitig zu betrachten;
- Intarsien-Schnitzerei: Möglichkeit der unterschiedlichen Farbgebung durch eingelegte andersfarbige Holzplättchen;
- Klebetechnik: die andersfarbigen Holzplättchen werden aufgeklebt;
- Linien-Schnitzerei: Einritzen eines Musters in das Holz

## Muster und Motive
Man findet geometrische und florale Muster unterschiedlichster Art. Einen breiten Gestaltungsrahmen nehmen Landschaften ein, wie generell in der chinesischen Malerei.
Historische Persönlichkeiten (so Laotse oder Konfuzius) und vor allem die sogenannten Acht Unsterblichen aus dem Daoismus wurden wie in anderen Objekten auch auf den Holztüren und Fenstern abgebildet. Oder es waren die vier bevorzugten Tätigkeiten Fischen, Holzschneiden, Pflügen und Lesen, welche im alten China für gesunden Lebensstil standen.
Oft beziehen sich die in Holz geschnitzten Darstellungen auf Episoden aus Märchen und Geschichten, wie sie von Theaterstücken bekannt waren. So lässt sich aus der Fülle der geschnitzten Abbildungen an den Türen und Fenstern ihrer Häuser das kulturelle Leben der Chinesen über die Jahrhunderte ablesen. In diesen Zusammenhang gehört die sehr beliebte Wiedergabe von im Sinne der chinesischen Tradition „antiken“ Motiven wie Lotus-Blüte, Bambus-, Jade-, Elfenbein-, Email- und anderen Objekten. Auch die Sieben Schätze, Acht Kostbarkeiten oder Neun Besonderen Schmuckmuster und weitere typische kulturelle Bezüge, wie sie im Volk lebendig waren, werden als Motive auf den chinesischen Türen und Fenstern verwendet.
An Stelle der floralen oder figürlichen Darstellungen finden sich auch Schriftzeichen in der Mitte der chinesischen Holzgitter, in erster Linie auf gute Wünsche für Gesundheit und langes Leben zielend.

## Bildquelle
Die abgebildeten Objekte stammen aus der Sammlung von Professor Dr. Johannes Greten, Heidelberg. Herkunft: Region um Chengdu.